# Nikolaus Wurmstich
 Nikolaus Wurmstich, auch Nikolaus Wormstich, (* im 17. Jahrhundert; † 1718) war ein deutscher Maurermeister und Architekt des Barocks.

## Leben
Wurmstich lebte in Lippstadt. Dort heiratete er auch seine Frau Elisabeth, die Tochter des Maurermeisters Jobst Scheck aus Störmede, dem Erbauer von Schloss Eringerfeld und der Abteikirche Kloster Lamspringe. Wurmstich beschäftigt neun Jahre lang den späteren Mauermeister und Architekt Michael Spanner. Anscheinend wurde Spanner nach dem Tod von Wurmstich auch sein Nachfolger.

## Werke
Der Baumeister errichtete im 18. Jahrhundert mehrere repräsentative Objekte. Bernhard Christof von Schade erteilte 1705 dem Baumeister Wurmstich den Auftrag Schloss Antfeld, eine barocke Dreiflügelanlage an der Stelle eines älteren Vorgängerbaus, zu errichten. In den Jahren 1705/1706 errichtete der Lippstädter Baumeister den Neubau der Propstei des Klosters Clarholz. Auch beim Bau von Schloss Erpernburg und Haus Erwitte wurde Nikolaus Wurmstich als Maurermeister in den Bauakten genannt. Ob Wurmstich die Objekte selbst entwarf, ist nicht bekannt. Ferner errichtete Wurmstich 1712 die evangelische Kirche in Borgeln und war im Jahr 1716 auch am Bau des Schlosses Overhagen beteiligt.

## Bildergalerie

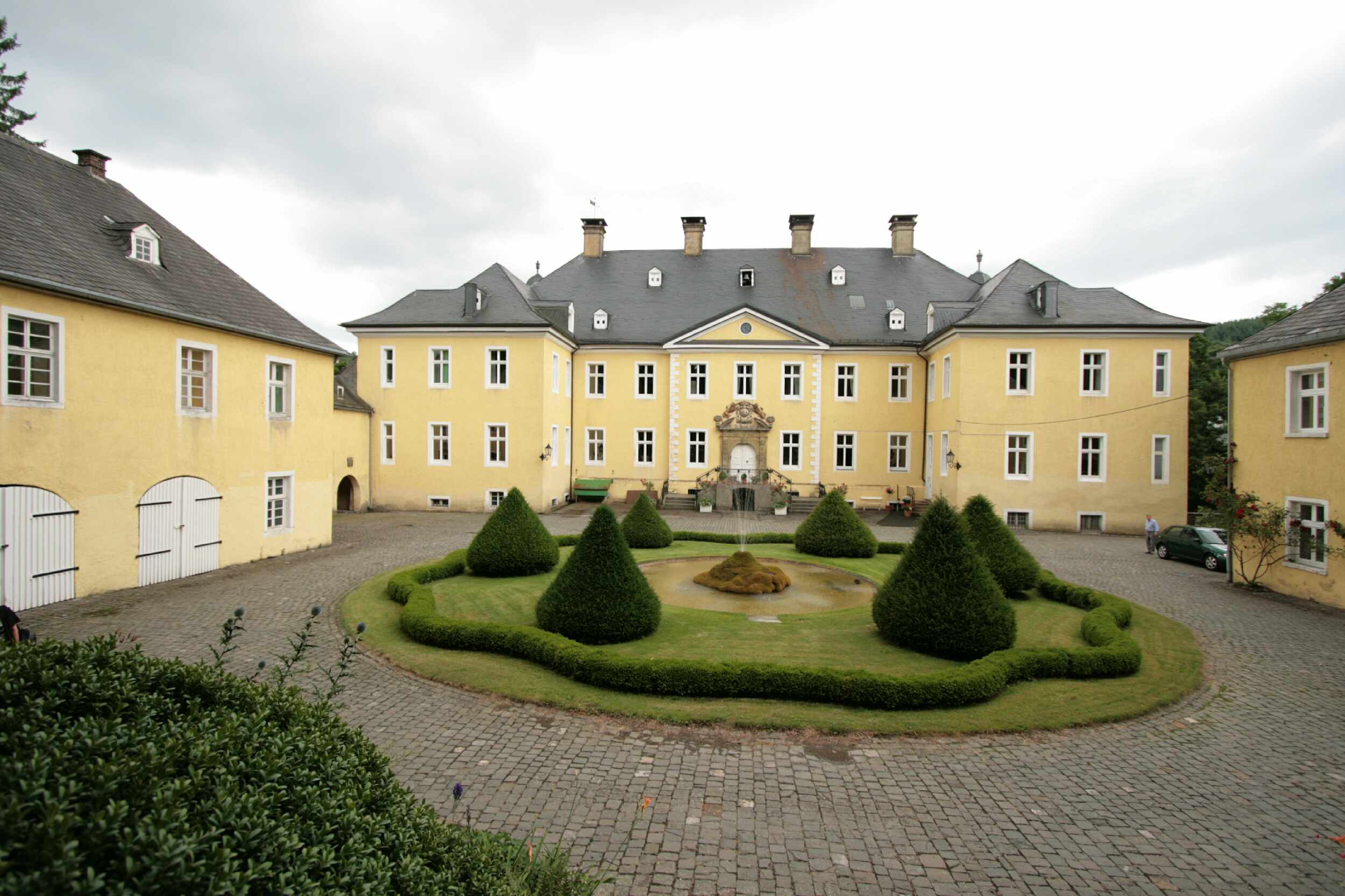
Schloss Antfeld
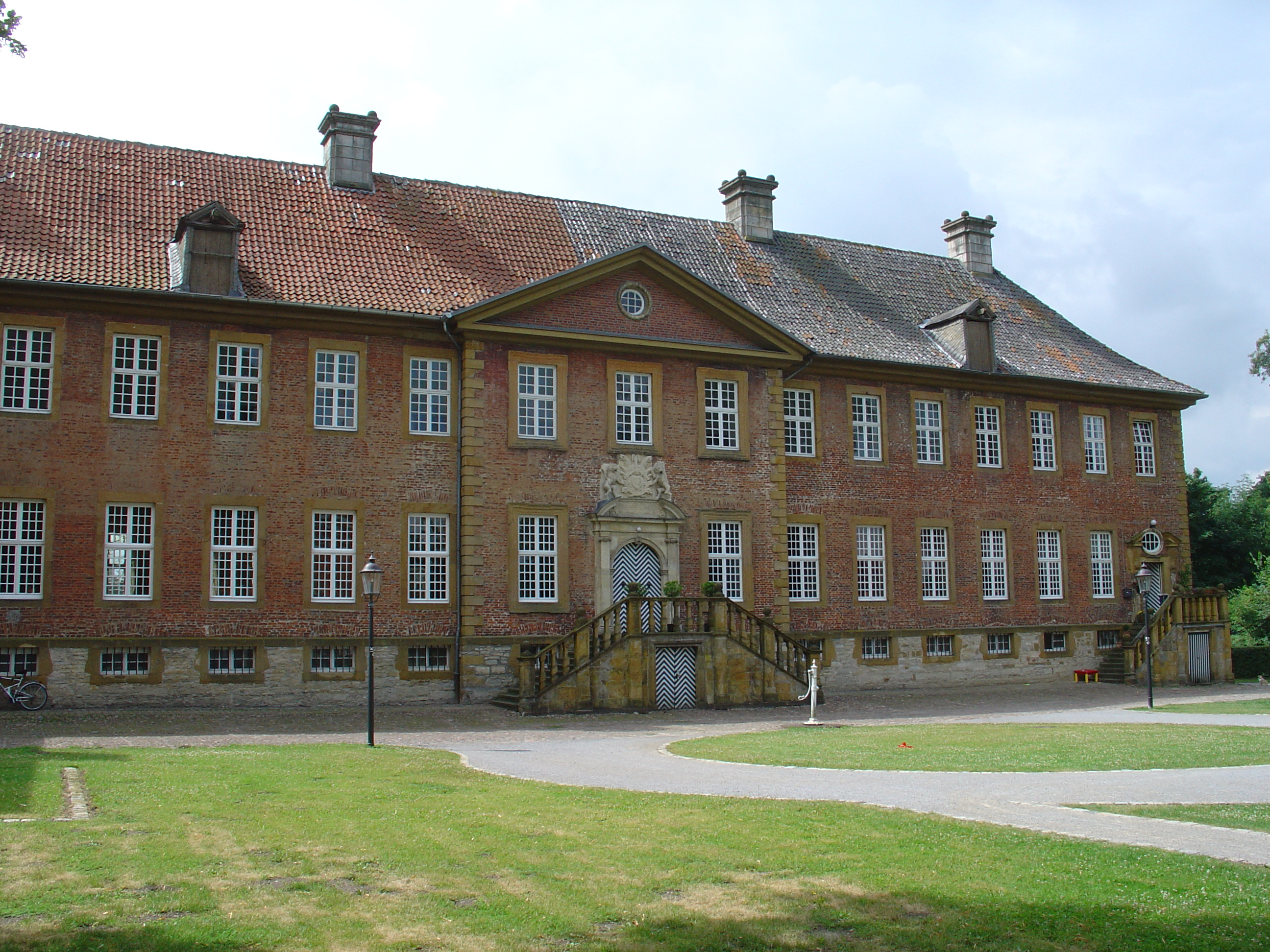
Kloster Clarholz
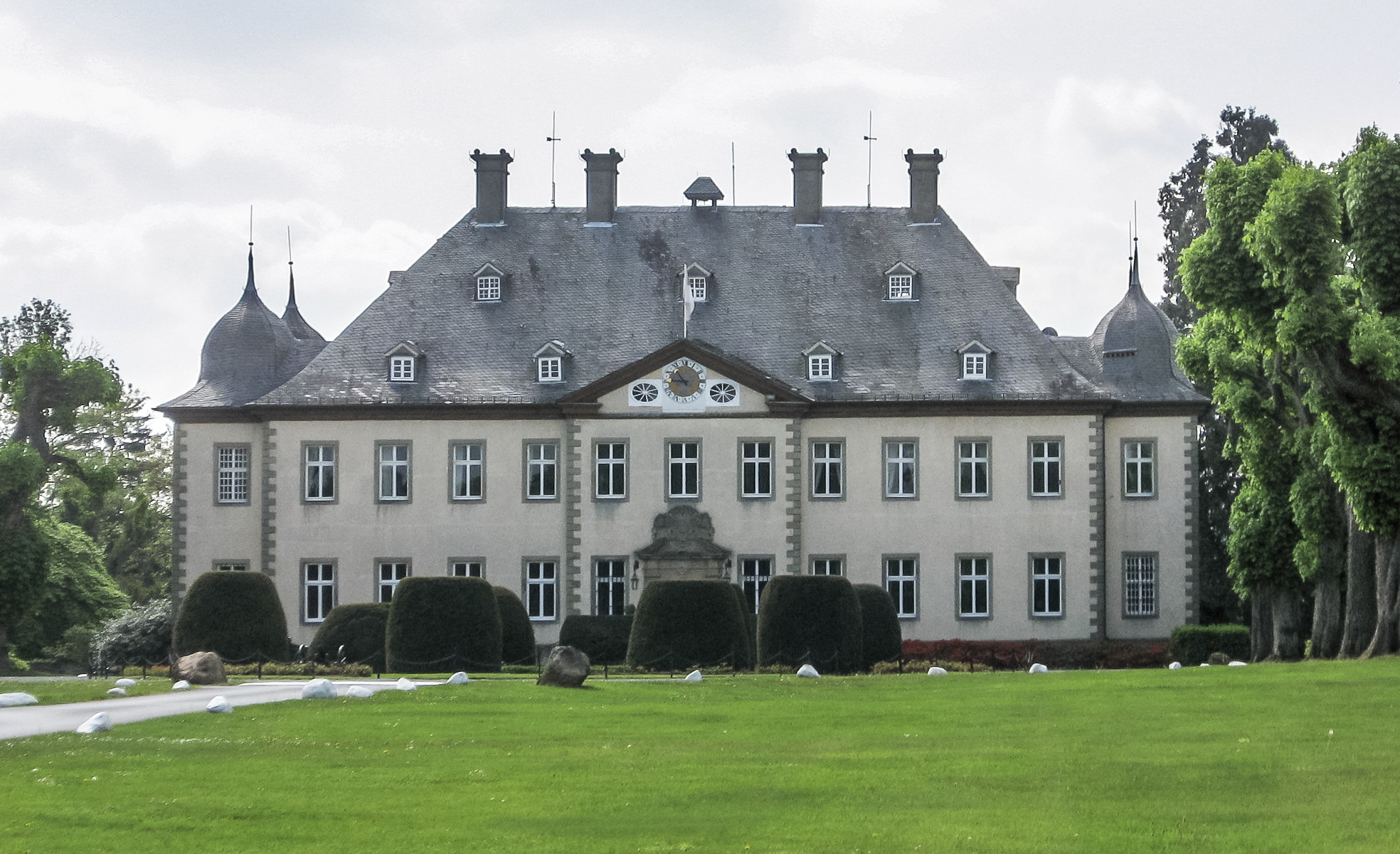
Schloss Erpernburg
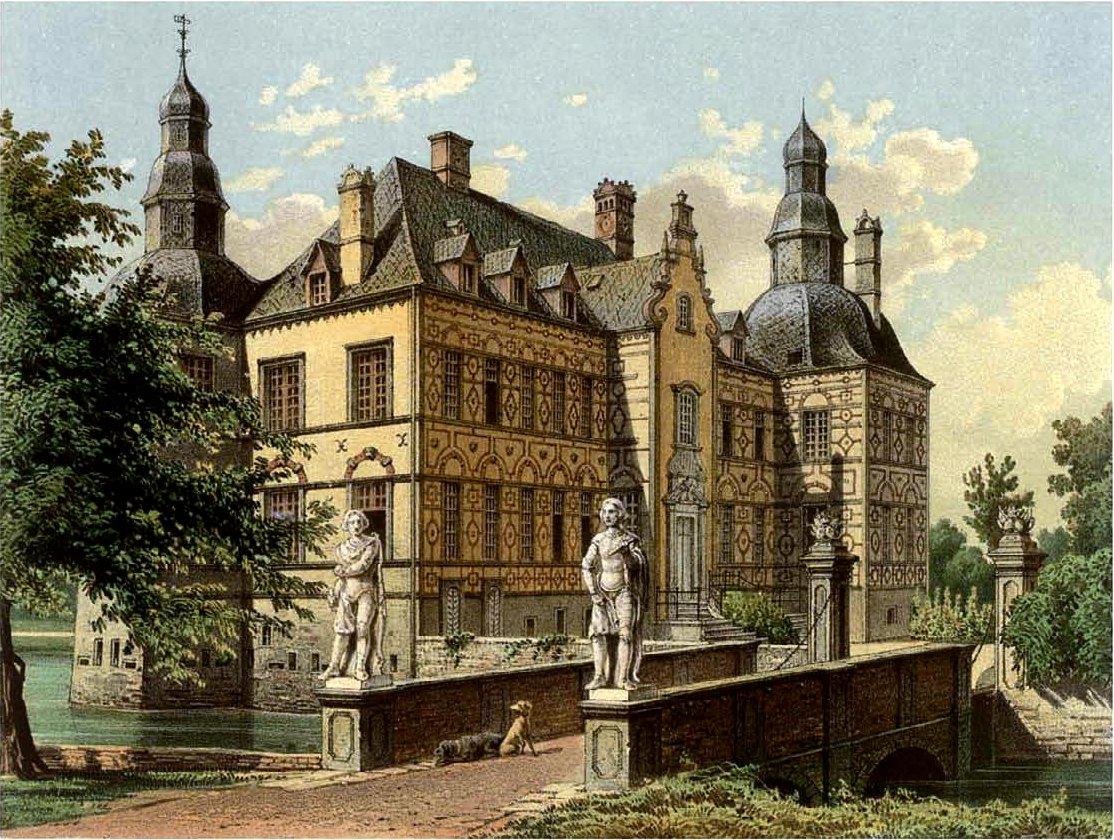
Schloss Overhagen
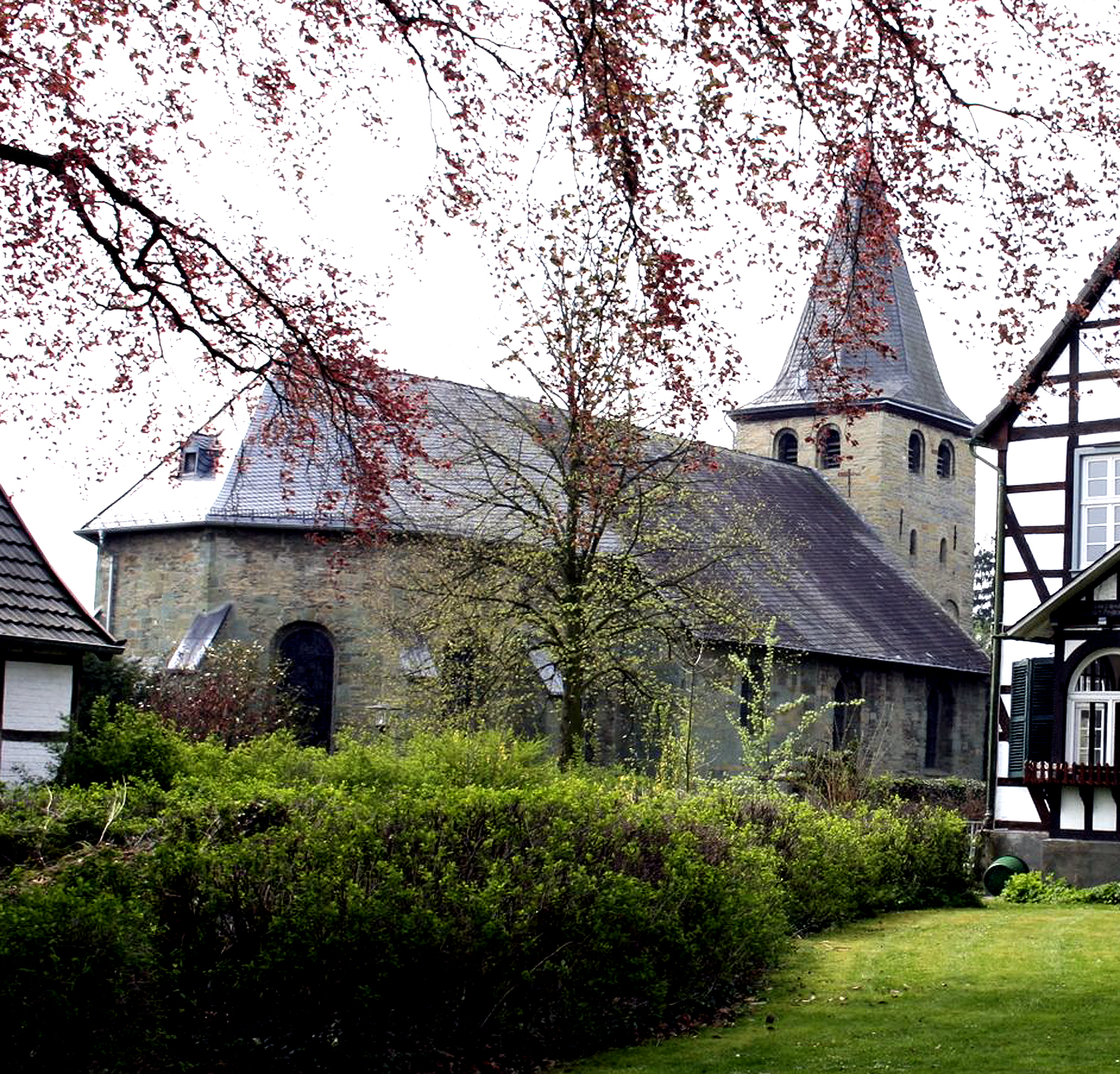
Evangelische Kirche Borgeln